# Robert Macbeth

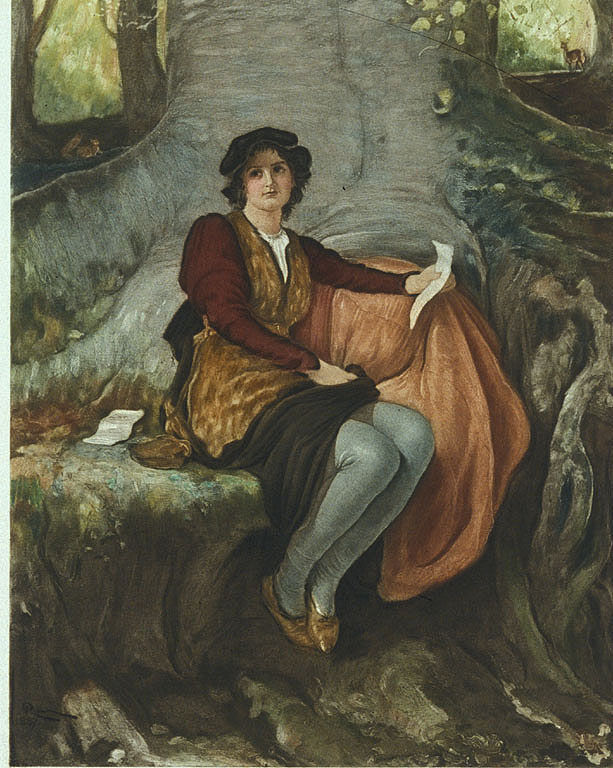
Robert Macbeth: Rosalind

Robert Walker Macbeth (* 30. September 1848 in Glasgow; † 1. November 1910 in Golders Green, London) war ein schottischer Maler.
Macbeth, Sohn des Porträtmalers Norman Macbeth, begann seine Studien in Edinburgh und hat auch in seiner späteren künstlerischen Laufbahn die charakteristischen Eigenschaften der schottischen Schule beibehalten. Seit 1870 studierte er in London, wurde kurz darauf Mitglied des of Painters in Water Colours und stellte 1872 in der Royal Academy of Arts ein Gemälde aus: Phyllis auf frisch gemähtem Heu, das ihm die allgemeine Aufmerksamkeit ebenso zuwandte wie sein prächtiges A Lincolnshire Gang, eine Anzahl Kinder in zartem Alter auf dem Feld an der Arbeit. Auch sein Kartoffelherbst und Binsenschneiden zeugen von einem kräftigen und lebendigen Kolorit. Am hervorragendsten ist jedoch die Überschwemmung in den Sümpfen (1880). Er war zugleich ein geschickter Radierer. 1880 gründete er zusammen mit anderen Künstlern die Society of Painter-Etchers and Engravers, um die Radierung (Etching) und den Kupferstich (Engraving) als anerkannte Kunstformen zu etablieren. 1883 wurde er in die Royal Academy of Arts aufgenommen.